# 11385 Beauvoir
För andra betydelser, se Beauvoir (olika betydelser).
11385 Beauvoir eller 1998 SP147 är en asteroid i huvudbältet som upptäcktes den 20 september 1998 av den belgiske astronomen Eric W. Elst vid La Silla-observatoriet. Den är uppkallad efter den franska feministen och filosofen Simone de Beauvoir.
Asteroiden har en diameter på ungefär 13 kilometer.